# ガリアーノ・カステルフェッラート
ガリアーノ・カステルフェッラート（イタリア語: Gagliano Castelferrato）は、イタリア共和国シチリア州エンナ県にある、人口約3,500人の基礎自治体（コムーネ）。

## 地理

### 位置・広がり

#### 隣接コムーネ
隣接するコムーネは以下の通り。
- アジーラ
- チェラーミ
- ニコジーア
- ニッソリーア
- レガルブート
- トロイーナ